# Libertas Trogylos Basket 1995-1996
La stagione 1995-1996 della Libertas Trogylos Basket è stata la decima consecutiva disputata in Serie A1 femminile.
Sponsorizzata dall'Isab Energy, la società siracusana si è classificata al nono posto nella massima serie e al terzo nella Poule Salvezza.

## Verdetti stagionali
Competizioni nazionali
- Serie A1:

stagione regolare: 9º posto su 12 squadre (9-13);
Poule Salvezza: 3º posto su 4 squadre (5-5).
- Coppa Italia:

eliminata in semifinale da Schio (2-1).

## Rosa
| Giocatrici |
| ---------- |

| N° | Naz.                   | Ruolo | Sportivo          | Anno | Alt. |  |
| -- | ---------------------- | ----- | ----------------- | ---- | ---- |  |
|    | Lettonia (bandiera)    | AC    | Diāna Skrastiņa   | 1972 | 187  |  |
|    | Italia (bandiera)      | PG    | Susanna Bonfiglio | 1974 | 178  |  |
|    | Stati Uniti (bandiera) | C     | Regina Street     | 1962 | 194  |  |
|    | Italia (bandiera)      | G     | Giovanna Granieri | 1974 | 170  |  |
|    | Italia (bandiera)      | G     | Sofia Vinci       | 1966 | 175  |  |
|    | Italia (bandiera)      |       | Paola Piatta      | 1965 |      |  |
|    | Stati Uniti (bandiera) | AC    | Pauline Jordan    | 1968 | 191  |  |
|    | Italia (bandiera)      | C     | Tania Ferrazza    | 1974 | 196  |  |
|    | Italia (bandiera)      | P     | Rita La Rosa      | 1976 | 174  |  |
|    | Italia (bandiera)      | G     | Daniela Altamore  | 1972 | 172  |  |
|    | Italia (bandiera)      | P     | Nadia Raimondi    | 1966 |      |  |

| Staff tecnico             |
| ------------------------- |
| Allenatore: Santino Coppa |

## Statistiche
| Giocatrice | Gare | Punti | Minuti | Tiri da due | Tiri da due | Tiri da due | Tiri da tre | Tiri da tre | Tiri da tre | Tiri liberi | Tiri liberi | Tiri liberi | Rimbalzi | Rimbalzi | Palle | Palle | Assist | Val. |
| Giocatrice | Gare | Punti | Minuti | R           | T           | %           | R           | T           | %           | R           | T           | %           | O        | D        | P     | R     | Assist | Val. |
| ---------- | ---- | ----- | ------ | ----------- | ----------- | ----------- | ----------- | ----------- | ----------- | ----------- | ----------- | ----------- | -------- | -------- | ----- | ----- | ------ | ---- |
| Skrastinja | 28   | 520   | 1044   | 144         | 317         | 45,4        | 20          | 48          | 41,7        | 172         | 220         | 78,2        | 53       | 73       | 74    | 56    | 15     | 394  |
| Bonfiglio  | 28   | 493   | 919    | 166         | 341         | 48,7        | 1           | 19          | 5,3         | 158         | 197         | 80,2        | 26       | 65       | 48    | 75    | 18     | 397  |
| Street     | 22   | 229   | 681    | 80          | 179         | 44,7        | 0           | 0           |             | 69          | 96          | 71,9        | 86       | 131      | 57    | 60    | 1      | 324  |
| Granieri   | 28   | 179   | 706    | 28          | 62          | 45,2        | 31          | 86          | 36,0        | 30          | 40          | 75,0        | 6        | 24       | 32    | 56    | 5      | 139  |
| Piatta     | 28   | 160   | 831    | 58          | 131         | 44,3        | 4           | 13          | 30,8        | 32          | 46          | 69,6        | 33       | 57       | 34    | 36    | 6      | 162  |
| Vinci      | 27   | 101   | 460    | 23          | 53          | 43,4        | 10          | 26          | 38,5        | 25          | 36          | 69,4        | 5        | 21       | 15    | 28    | 0      | 83   |
| Jordan     | 6    | 99    | 211    | 38          | 75          | 50,7        | 0           | 0           |             | 23          | 32          | 71,9        | 24       | 62       | 21    | 16    | 8      | 142  |
| Ferrazza   | 26   | 73    | 283    | 32          | 50          | 64,0        | 0           | 0           |             | 9           | 9           | 100,0       | 8        | 28       | 21    | 1     | 0      | 80   |
| La Rosa    | 26   | 65    | 298    | 10          | 44          | 22,7        | 9           | 33          | 27,3        | 18          | 28          | 64,3        | 2        | 9        | 23    | 18    | 3      | 6    |
| Altamore   | 8    | 18    | 51     | 3           | 5           | 60,0        | 3           | 11          | 27,3        | 3           | 4           | 75,0        | 2        | 3        | 4     | 1     | 0      | 9    |
| Raimondi   | 9    | 2     | 116    | 0           | 8           | 0,0         | 0           | 1           | 0,0         | 2           | 6           | 33,3        | 2        | 6        | 14    | 10    | 1      | -6   |